# 孟加拉国宗教
孟加拉國宗教（2022）
孟加拉國依其宪法，是一個世俗主義国家和民主國家。 雖然此“世俗國家”之辞曾從该國憲法中刪除过一次，但後来又行恢复。伊斯蘭教是孟加拉國最大的宗教，穆斯林構成孟國90％以上的人口，印度教信徒構成8.5％人口，佛教徒構成0.6％人口，基督徒、錫克教徒、萬物有靈論者和無神論者佔1％人口。2003年底的一項調查證實，宗教是公民心中有关自我認同的首選概念。孟加拉國只承認伊斯蘭教，印度教，基督宗教和佛教。

## 伊斯蘭教
孟加拉國的穆斯林人口有1.46億，佔孟加拉全國人口的90％。孟加拉國是穆斯林第四多的國家。孟加拉國絕大多數穆斯林是孟加拉穆斯林，佔88％人口，但其中一小部分是比哈爾穆斯林和阿薩姆穆斯林。孟加拉國的大多數穆斯林都是遜尼派，也有小部分的什葉派，以及更为少数的阿赫邁底亞穆斯林。大部分什葉派穆斯林居住在城市地區。孟加拉穆斯林社群獨立於印度的主流伊斯蘭教浪潮。孟加拉國印度教與南亞其他地區的印度教在某些方面有所不同，而這也影響了孟加拉國穆斯林社群的文化和社會結構。儘管孟加拉國穆斯林遵循伊斯蘭教正統，但穆斯林次文化會因社會地位，地區和個人習慣而異。在農村地區，甚至一些与正统伊斯兰教存在差异乃至冲突的信仰習俗，也与伊斯兰教发生了融合。

## 印度教
印度教是孟加拉國第二大宗教，約有1400萬個信徒（8.5％）。就人口而言，孟加拉國是繼印度和尼泊爾之後第三多的印度教信仰國家。印度教徒在孟加拉國的各地區分佈較為平均。孟加拉國的印度教信徒與印度西孟加拉邦的習俗非常相似(主要信仰性力派)，这是因为两地原为一體，于1947年印巴分治时才分裂為东西兩地。孟加拉國的各個城市，鄉鎮和村莊都存在印度教節慶日的慶祝活動。

## 佛教
孟加拉國約有100萬人信仰上座部佛教。佛教徒佔孟加拉國人口的0.6％。在古代，孟加拉地區是整个亞洲的佛教中心。包括哲學和建築在內的佛教文明從孟加拉地區影響到西藏和東南亞地區。據信，柬埔寨、印度尼西亞和泰國的佛教建築，包括吳哥窟和婆羅浮屠，都受到孟加拉古代佛教寺院如索瑪普利大寺建築的啟發。儘管現在孟加拉是一個穆斯林佔多數的國家，佛教在孟加拉的歷史和文化中影響深遠。孟加拉國的佛教徒大部分居住在吉大港，吉大港山區的佛教徒大部分屬於自古以來就信奉佛教的部落。其他信仰萬物有靈的部落區域也受到一些佛教影響。衛塞節是孟加拉佛教徒中最重要的節日。

## 基督宗教
基督宗教的信仰者在孟加拉很少，基督徒約佔孟加拉總人口的0.4％，主要分佈在城市内。十六世紀末期到十七世紀初，基督宗教经由葡萄牙商人和傳教士传入孟加拉國。在孟加拉基督徒宗派中以羅馬天主教占主導地位，而其餘的幾乎都是基督新教。
孟加拉國也有耶穌基督後期聖徒教會和耶和華見證人的宗教團體。

## 其他宗教

### 錫克教
孟加拉国約有十萬人信奉錫克教。拿那克將錫克教傳進孟加拉。孟加拉國解放戰爭期間，近1萬名錫克教徒從印度來到孟加拉，使錫克教社區得到扩张。現今孟加拉國有10個錫克教廟宇。

### 巴哈伊教
孟加拉國有一小群巴哈伊教信徒。巴哈伊在達卡，吉大港，庫爾納，拉傑沙希，錫爾赫特，巴里薩爾，朗布爾，邁門辛，傑索爾，蘭加馬蒂等地都有精神中心。

### 無神論
無神論者在孟加拉國很少。根據2014年WIN / GIA調查，來自孟加拉的受訪者中仅有5％認為自己是無神論者。

## 法律和宗教自由
儘管孟加拉國憲法最初選擇了世俗民族主義作为其意識形態，但在1977年至1988年間，孟国通過一系列憲法修正案和政府公告，對伊斯蘭式的生活方式作出了承諾，憲法亦定伊斯蘭教為國教。但是孟加拉近年來又有了世俗化的現象。印度教，基督宗教，佛教和阿赫邁底亞社群的一些信徒仍然遭受歧視。有關婚姻，離婚和領養的家庭法律根據所涉及的人的宗教而有所不同，不同信仰的成員之間的婚姻沒有法律上的限制。2010年，世俗主義得到恢復，但伊斯蘭教仍然是孟加拉的國教。

## 圖集

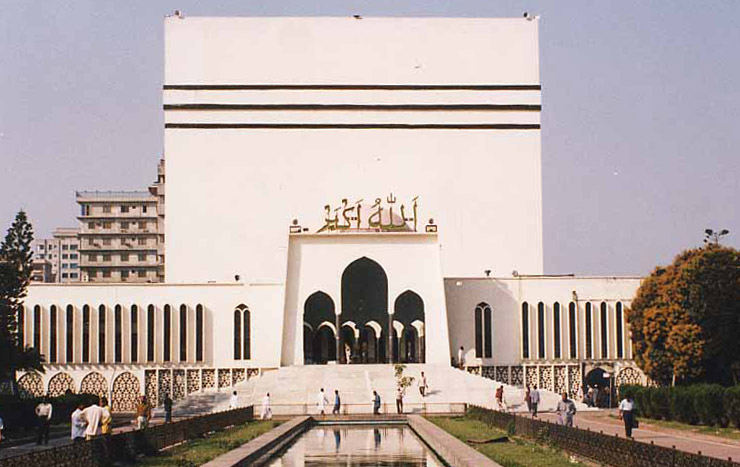
孟加拉國家清真寺白圖穆卡蘭清真寺。
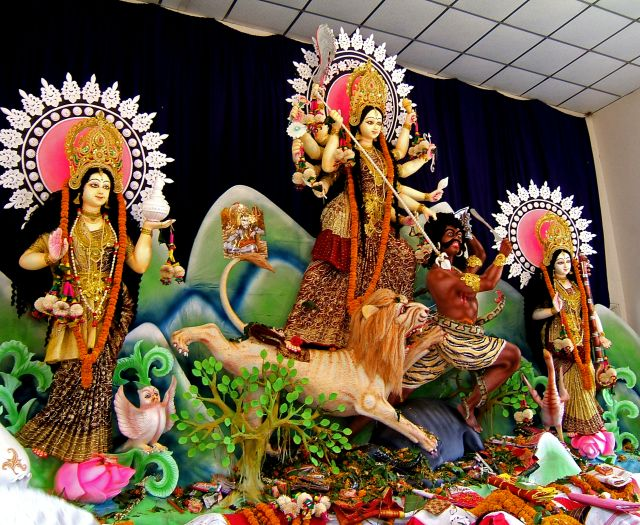
Dhakahwari印度教寺廟慶祝杜爾噶女神的節慶。
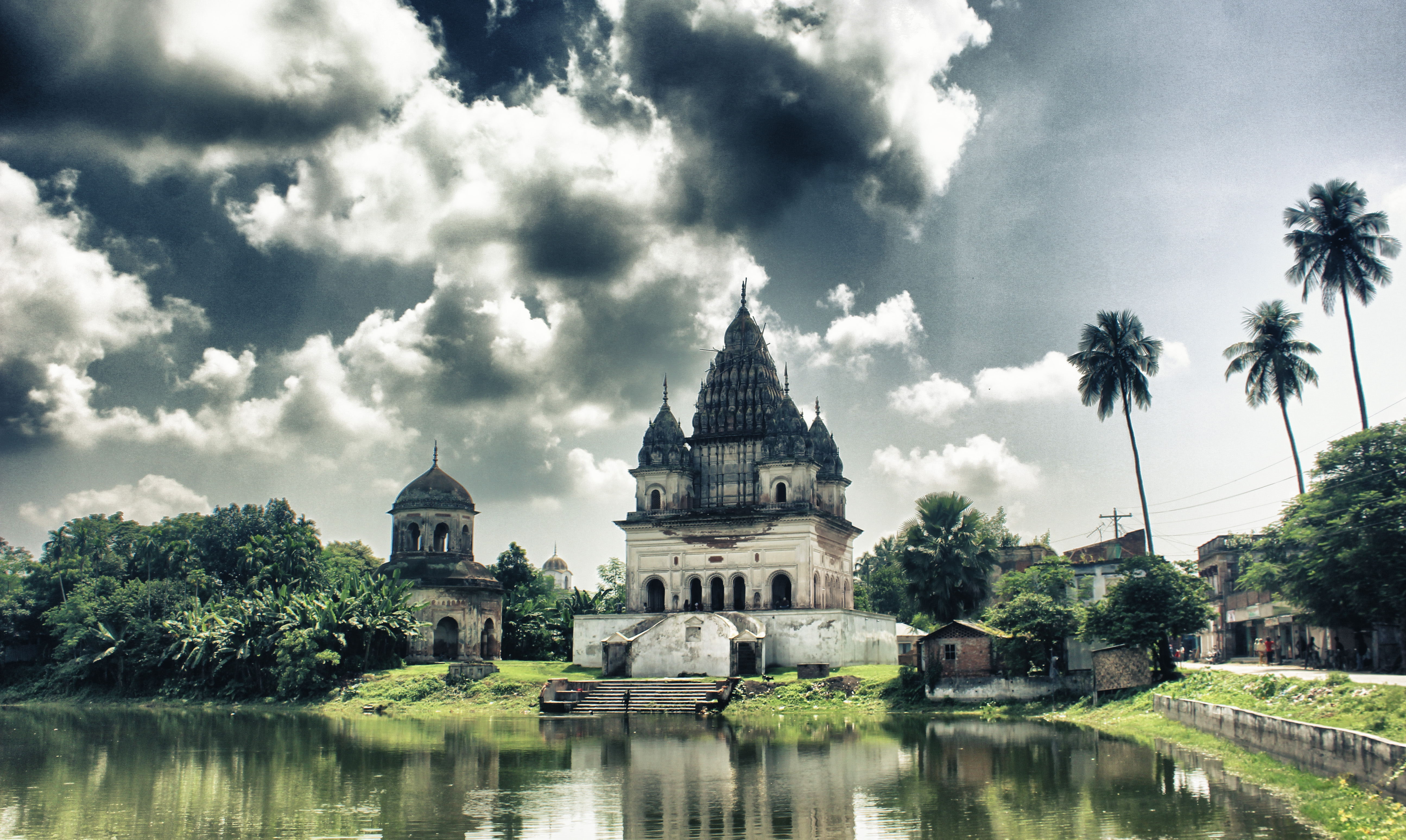
拉傑沙希市的濕婆廟。
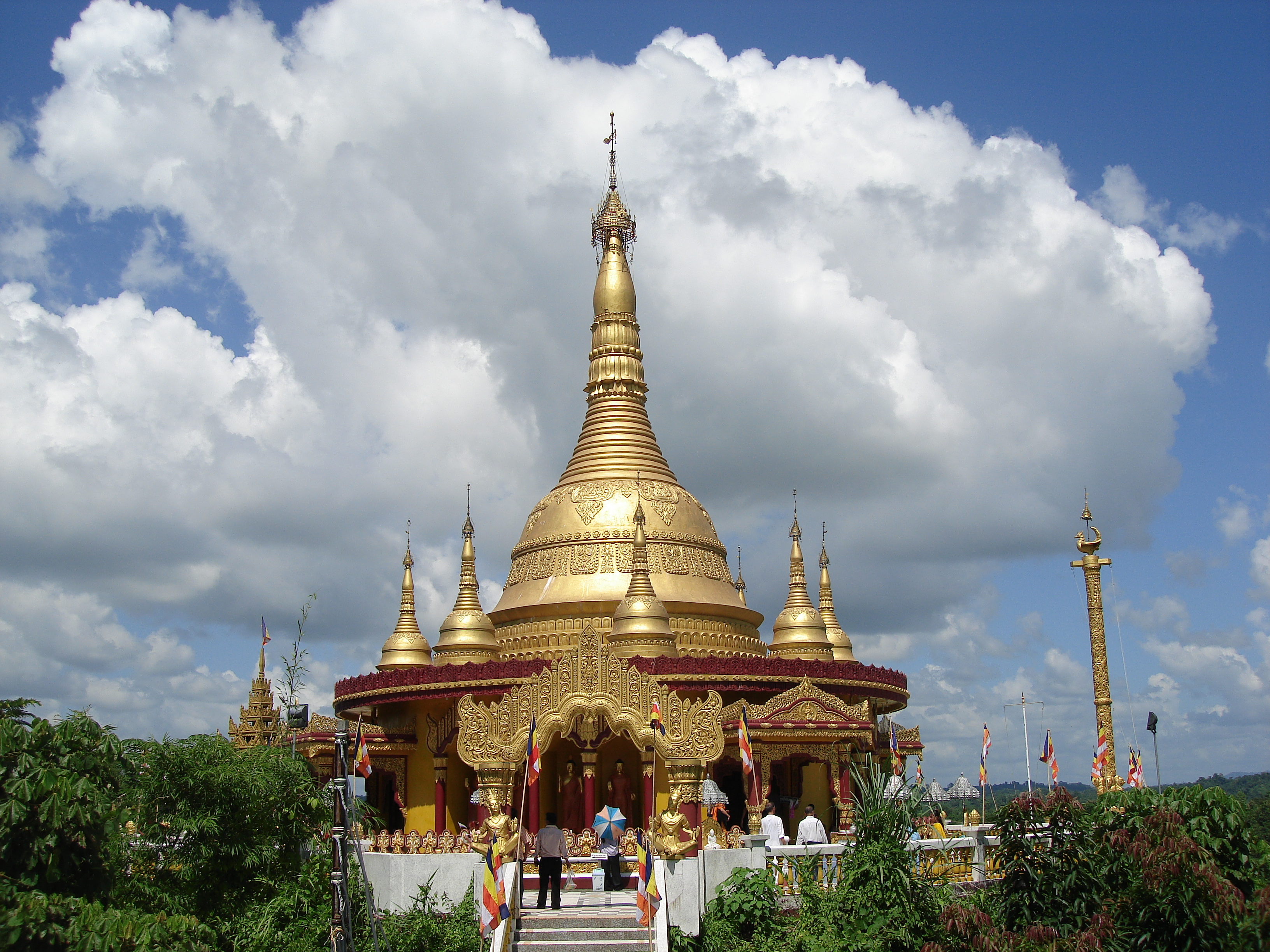
班多爾班縣的佛寺。
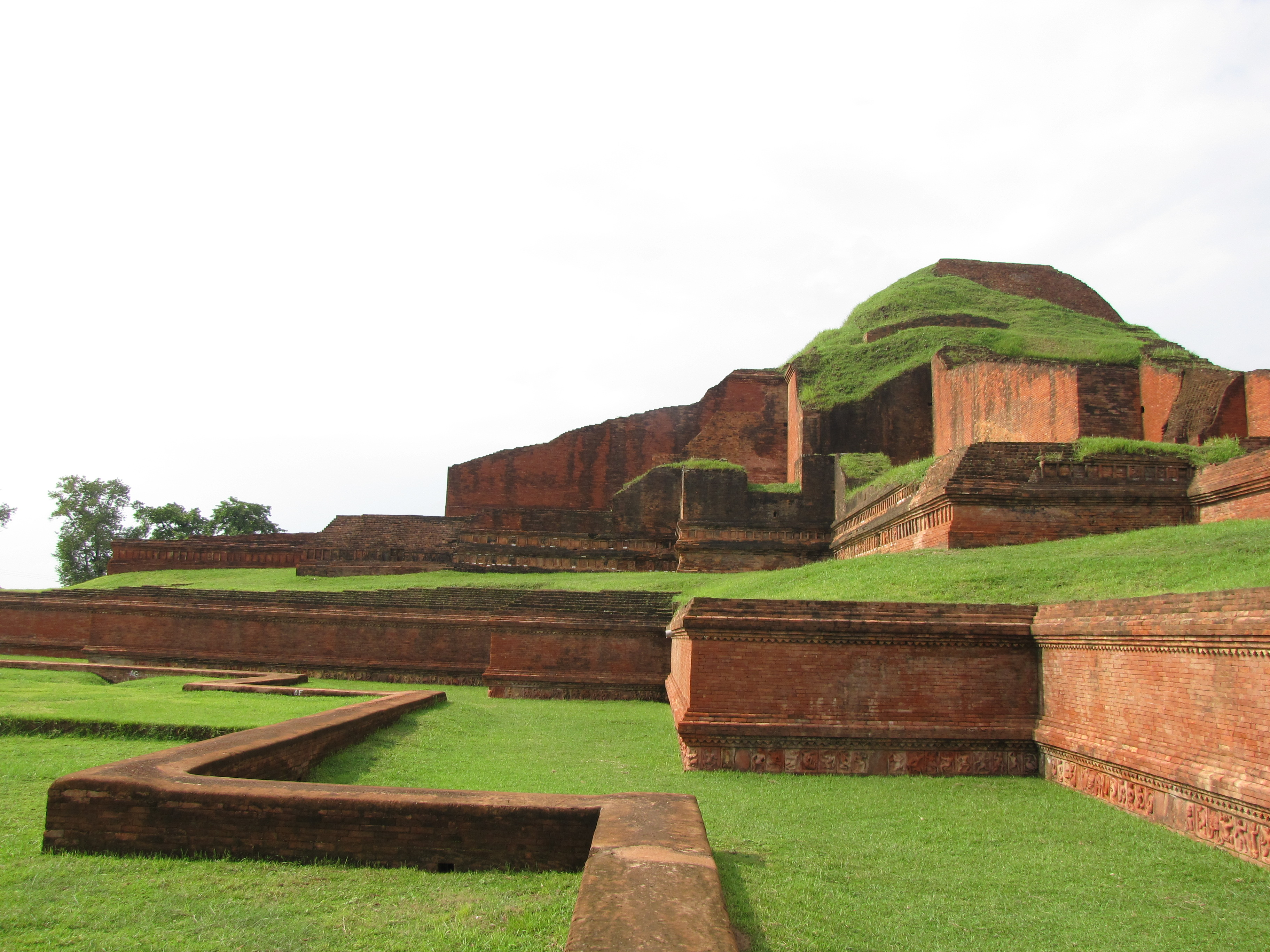
瑙岡縣的世界遺產索瑪普利大寺。
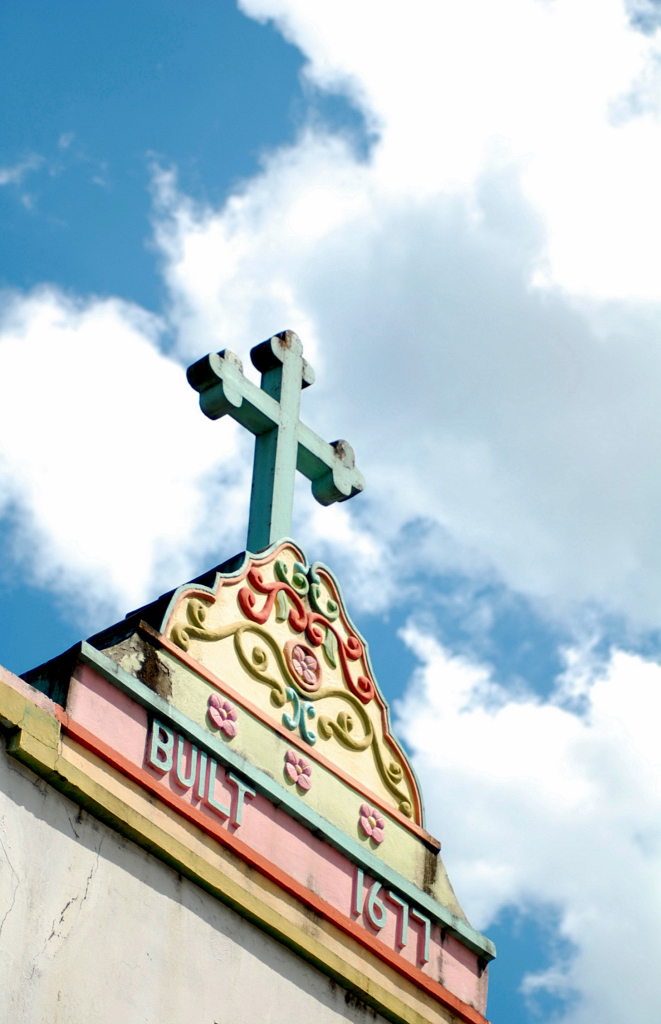
達卡聖玫瑰經教堂（建於1677年）。
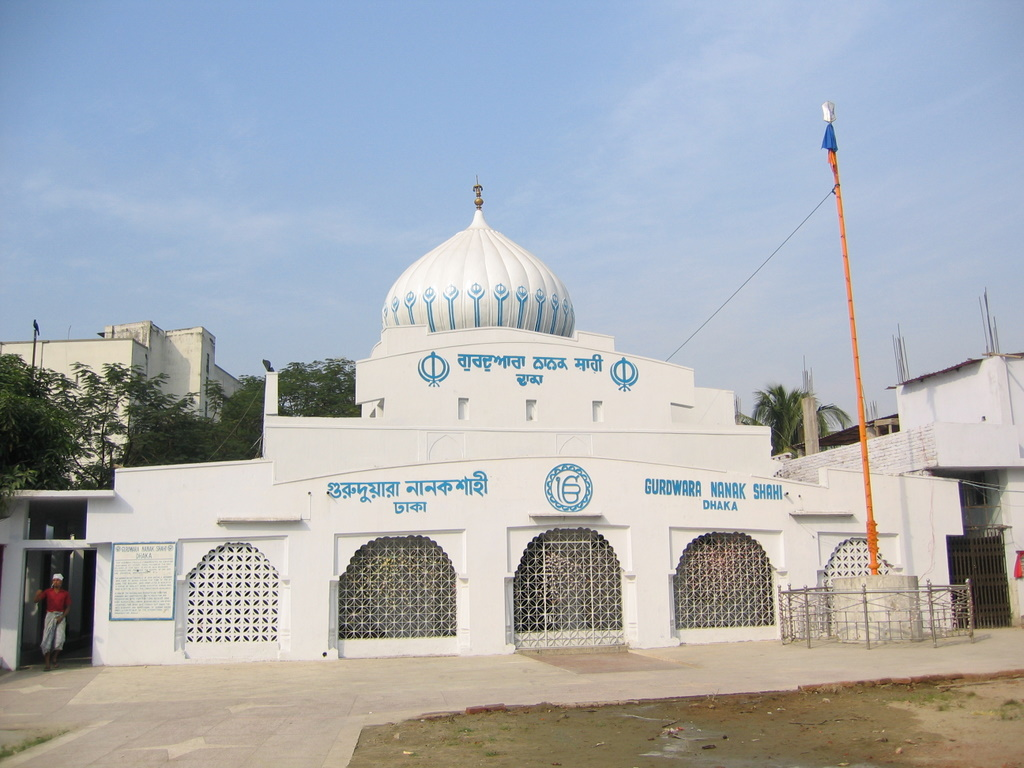
達卡的錫克教寺廟。

## 外部連結
- 维基共享资源上的相關多媒體資源：孟加拉国宗教
- Benkin, Richard L. (2014). A quiet case of ethnic cleansing: The murder of Bangladesh's Hindus. New Delhi: Akshaya Prakashan.
- Dastidar, S. G. (2008). Empire's last casualty: Indian subcontinent's vanishing Hindu and other minorities. Kolkata: Firma KLM.
- Kamra, A. J. (2000). The prolonged partition and its pogroms: Testimonies on violence against Hindus in East Bengal 1946-64.
- Taslima Nasrin (2014). Lajja. Gurgaon, Haryana, India : Penguin Books India Pvt. Ltd, 2014.
- Rosser, Yvette Claire. (2004) Indoctrinating Minds: Politics of Education in Bangladesh, New Delhi: Rupa & Co. ISBN 8129104318.
- Mukherji, S. (2000). Subjects, citizens, and refugees: Tragedy in the Chittagong Hill Tracts, 1947-1998. New Delhi: Indian Centre for the Study of Forced Migration.
- Sarkar, Bidyut (1993). Bangladesh 1992 : This is our home : Sample Document of the Plight of our Hindu, Buddhist, Christian and Tribal Minorities in our Islamized Homeland : Pogroms 1987-1992. Bangladesh Minority Hindu, Buddhist, Christian, (and Tribal) Unity Council of North America.